# Isopsera palauensis
Isopsera palauensis är en insektsart som beskrevs av Joyce Winifred Vickery och D.K.M. Kevan 1999. Isopsera palauensis ingår i släktet Isopsera och familjen vårtbitare. Inga underarter finns listade i Catalogue of Life.